# Kitangili (Nzega)
Kitangili ist ein städtischer Verwaltungsbezirk (englisch Ward) des Distrikts Nzega (TC) in der tansanischen Region Tabora.

## Geografie
Kitangili ist ein Bezirk im westlichen zentralen Hochland von Tansania im Osten und Südosten der Distrikthauptstadt Nzega. Bei der Volkszählung 2022 lebten 6157 Menschen in 1343 Haushalten auf einer Fläche von 48 Quadratkilometern.
Der Bezirk grenzt im Süden und im Südosten an den Distrikt Nzega und sonst an Bezirke des Distrikts Nzega (TC).
| Uchama                | Mbogwe                                      | Miguwa   |
| Nzega Mjini Mashariki | Kompassrose, die auf Nachbargemeinden zeigt | Mwanzoli |
| Itilo                 | Utwigu                                      | Muhugi   |

## Gliederung
Der Bezirk besteht aus drei Gemeinden (swahili Mtaa) mit 17 Orten (Kitongoji):
| Kitangili - Kitangili - Ipazi - Shandu - Ubada A - Ubada B - Bukoli | Igilali - Igilali - Shang'ongo - Kaselya - Kanyenye - Ngulu | Budushi - Budushi A - Budushi B - Budushi C - Singisa - Wiba A - Wiba B |

## Infrastruktur
- Bildung: Die Busulwa Secondary School ist eine staatliche weiterführende Schule, die Tagesschüler bis zur 4. Stufe ausbildet.[8]
- Verkehr: Durch den Bezirk verläuft die asphaltierte Nationalstraße von Nzega nach Singida.[9]